# Integrity
Gli Integrity sono uno storico gruppo metalcore statunitense formatosi nel 1988 a Cleveland. Nel 2003, il fondatore del gruppo, Dwid Helion si è trasferito a Bruges, in Belgio, per motivi professionali.
Nel corso della loro carriera hanno rilasciato quasi 50 pubblicazioni e tenuto più di un centinaio di esibizioni dal vivo. Il loro stile musicale, che unisce hardcore punk, thrash metal, rock alternativo e influenze di disparati altri generi, li ha resi noti come forse il "primo gruppo metalcore" secondo alcuni critici e appassionati del genere. Rispetto ad altre band della scena hardcore, infatti, alla loro musica più elaborata e tecnica, gli Integrity hanno incorporato tematiche intellettuali che spaziano tra filosofia, occulto, psicoanalisi, arte, religione e paranormale.

## Formazione

### Formazione attuale
- Dwid Van Hellion - voce (1988 - presente)
- Domenic Romeo - chitarra (2014 - presente)

### Turnisti
- Francis Kano - basso (2017-presente)
- Sean Garwood - batteria (2018-presente)
- Justin Ethem - chitarra (2018 - presente)

### Ex componenti
- Aaron Melnick (A Double) - chitarra solista, cori (1988-1998)
- Frank Cavanaugh - chitarra ritmica (1991)
- Chris Smith (Hawthorne) - chitarra ritmica (1991-1994)
- Bill McKinney - chitarra ritmica (1991)
- Frank Novineck (3 Gun) - chitarra ritmica (1994-1998)
- Dave Felton - chitarra (1998-2000)
- Mike Martini - chitarra (1999-)
- Justin Endres - chitarra (1999)
- Matt Lucy - chitarra, percussioni (1999)
- Vee Price - chitarra, cori (2000-2002)
- John Comprix - chitarra solista (2003)
- Mike Jochum - chitarra solista (2003, 2005-2009)
- Blaze Tischko - chitarra ritmica, cori (2003)
- Matt Brewer - chitarra ritmica (2004-2010)
- Rob Orr - chitarra, basso, batteria (2009-2014)
- Gene Burnworth - chitarra
- Bob Zeiger - batteria (1995-1996)
- Mark Konopka - batteria (1995)
- Chris Dora - batteria (1996-1998)
- Joshua Brettell (Joshy) - batteria
- Anthony Pines (Chubby Fresh) - batteria (1988-1991, 1994-1995, 2003)
- David Nicholi Araca - batteria (1991)
- Steve Felton - batteria (1998-2000)
- Emery Ceo III - batteria (1999-)
- Adam Gontier - batteria (2000-2002)
- Nate Jochum - batteria (2005-2011)
- Tom Front - basso (1988-1989)
- Leon Melnick (Micha) - basso (1989-1998)
- Craig Martini - basso (1998-2000)
- Kevin Skelly (Kevin57) - basso (1999)
- Brandon Stearns - basso (2000-2002)
- Steve Rauckhorst - basso (2002-2003, 2005-2010)

### Ex Turnisti
- Jon Pearcy - chitarra (2011-2014)
- Mike Jochum - chitarra (2014-)
- Tony Hare - chitarra (2016-2017)
- Alex Henderson (The Beast) - batteria (2011-2014)
- Nate Jochum - batteria (2014-)
- Jamison Lee - basso (2001)
- Andrew Ransom - basso (2010-2014)
- Steve Rauckhorst - basso (2014-)
- Baron Kirkpatrick - basso (2016-2017)

## Discografia

### Album in studio
- 1991 – Those Who Fear Tomorrow
- 1995 – Systems Overload
- 1997 – Seasons in the Size of Days
- 1999 – Integrity 2000
- 2001 – Closure
- 2003 – To Die For
- 2010 – The Blackest Curse
- 2013 – Suicide Black Snake
- 2017 – Howling, For the Nightmare Shall Consume

### Album dal vivo
- 2006 – Palm Sunday
- 2017 – Live at This Is Hardcore Fest MMXVI
- 2018 – Live in Rome

### EP e Demo
- 1988 – Off the Bat (demo)
- 1989 – Harder They Fall (demo)
- 1990 – In Contrast of Sin
- 1991 – Scar of a Woman
- 1992 – Integrity (demo)
- 1995 – Systems Overload
- 2000 – Project: Regenesis
- 2010 – We Are the End
- 2011 – Detonate VVorld's Plague
- 2013 – Burning Flesh Children to Mist

### Singoli
- 1990 – Grace of the Unholy
- 1995 – Septic Death Karaoke
- 2008 – Walpurgisnacht
- 2010 – March of the Damned
- 2011 – Harder They Fall
- 2012 – Kingdom of Heaven
- 2012 – Evacuate
- 2013 – Black Heksen Rise
- 2014 – Piss Off, You Bloody Wankers
- 2014 – 7th Revelation: Beyond the Realm of the VVitch
- 2015 – Orgasmatron
- 2016 – Deathly Fighter
- 2018 – Bark at the Moon
- 2019 – All Death is Mine

### Split album
- 1990 – Only the Strong - The Compilation (split con Even Score, Face Value, Insight, Confront e Meanstreak)
- 1992 – Les 120 Journees de Sodome (split con i Mayday)
- 1996 – A Compilation for Atonement (split con State of Conviction, Psywarfare e Rape Whistle)
- 1996 – Integrity/Psywarfare (split con i Psywarfare)
- 1997 – Integrity/Hatebreed (split con i Hatebreed)
- 1997 – The Kids of Widney High/Integrity (split con i The Kids of Widney High)
- 1998 – Integrity/Lockweld (split con i Lockweld)
- 1999 – Integ2000/Fear Tomorrow (split con i Fear Tomorrow)
- 2009 – Integrity/AVM (split con gli AVM)
- 2009 – Love Is... the Only Weapon (split con i Creepout)
- 2010 – 7.17: The Feast of the Holy Terror Church of Final Judgement (split con Gehenna, Vegas e Unreal City)
- 2010 – Pale Recreation/Integrity (split con gli Pale Recreation)
- 2011 – The Show That Ends the World (split con Gehenna, Ringworm, Gray Ghost, Seraphim e Pulling Teeth )
- 2011 – No Peace/War (split con Gehenna, Cape of Bats, Vegas e Rot In Hell)
- 2011 – Black Heksen Rise (split con Rot In Hell e Dwid Hellion)
- 2012 – Gehenna/Integrity (split con i Gehenna)
- 2014 – Love Me... I'm Bedazzled (split con i Vegas)
- 2016 – Integrity/Power Trip (split con i Power Trip)
- 2018 – Integrity/Krieg (split con i Krieg)
- 2019 – Integrity/Psywarfare (split con i Psywarfare)
- 2019 – SDK x RFTCC (split con i Bleach Everything)

### Compilation
- 1993 – Den of Iniquity
- 1994 – Hookedlungstolenbreathcunt
- 1997 – Taste of Every Sin
- 2000 – The Final Taste of Every Sin
- 2001 – In Contrast of Tomorrow
- 2003 – From the Womb to the Tomb Volume 1
- 2003 – From the Womb to the Tomb Volume 2
- 2004 – Salvations Malevolence
- 2005 - Silver in the Hands of Time
- 2011 – Thee Destroy+orr
- 2018 – Septic Death Karaoke
- 2019 – Septic Death Karaoke 2019

### DVD
- 2005 - Always is Always Forever